# Contea di Rice (Kansas)
La contea di Rice (in inglese Rice County) è una contea dello Stato del Kansas, negli Stati Uniti. La popolazione al censimento del 2000 era di 10 761 abitanti. Il capoluogo di contea è Lyons.